# George Alcock
George Eric Deacon Alcock, MBE (* 28. August 1912 in Peterborough; † 15. Dezember 2000) war ein britischer Astronom.
Er gilt als einer der erfolgreichsten visuellen Entdecker von Novae und Kometen. Zu Beginn beschränkte sich sein Interesse innerhalb der Astronomie auf Meteore und Meteorströme, ab 1953 suchte er jedoch gezielt nach Kometen und ab 1955 auch nach Novae. Seine Technik bestand darin, soweit es eben ging, sich alle Sternmuster zu merken, um jede Abweichung davon sofort zu erkennen.
So konnte er 1959 gleich zwei Kometen in einem Jahr finden, nämlich C/1959 Q1 und C/1959 Q2 fünf Tage später. Für die britische Astronomie war die erste Entdeckung schon etwas Besonderes, war es doch die erste Entdeckung eines Briten seit 1894 durch William Frederick Denning. In den Jahren 1963 (C/1963 F1) und 1965 (C/1965 S2) entdeckte er weitere Kometen, die ausschließlich mit seinem Namen versehen wurden.
Seine erste Nova entdeckte er dann 1967 im Sternbild Delphin. Ein Jahr später folgte die nächste Nova im Sternbild Fuchs und 1970 eine weitere im Sternbild Schild. Seine letzte Kometen-Entdeckung gelang ihm 1983 mit C/1983 H1 (IRAS-Araki-Alcock). Noch 1991 entdeckte er auch seine letzte Nova im Sternbild Herkules.
Mit seinen beschränkten Mitteln, ohne Nutzung der modernen Elektronik oder der Photometrie, ist ihm im Nachhinein ein recht großer Erfolg auf seinem Gebiet zu bescheinigen. Fachleute vertreten die Ansicht, dass dies in dieser Dichte mit seinen Methoden wohl nicht wieder erreichbar sein wird.
Zu seinen weiteren Interessengebieten gehörte auch die Meteorologie.

## Ehrungen
Für seine Verdienste wurde Alcock mit dem Order of the British Empire (MBE) geehrt. Auch wurde nach ihm der Asteroid (3174) Alcock benannt. 1963 erhielt er die Jackson-Gwilt-Medaille von der Königlichen Astronomischen Vereinigung.